# Persone di cognome Roth
| Questa pagina contiene informazioni ricavate automaticamente dalle voci biografiche con l'ausilio del template Bio e di un bot. L'aggiornamento è periodico e automatico e ricostruisce completamente la pagina. Se manca una persona in questa lista, sei pregato di non aggiungerla, ma accertati piuttosto che la sua voce biografica contenga il template Bio e che i dati anagrafici siano correttamente compilati. Se il template Bio manca, inseriscilo tu stesso o, in alternativa, metti l'avviso {{tmp\|Bio}} che ne segnala la mancanza. Se i dati riportati sono sbagliati, correggi direttamente la voce biografica; le modifiche saranno visibili in questa lista entro pochi giorni. Per chiarimenti vedi il progetto antroponimi. La lista contiene solo le 65 persone che sono citate nell'enciclopedia e per le quali è stato implementato correttamente il template Bio. Pagina aggiornata al 8 mar 2025. |

Questa è una lista di persone presenti nell'enciclopedia che hanno il cognome Roth, suddivise per attività principale.

## Allenatori di calcio(2)
- Celso Roth, allenatore di calcio brasiliano (Caxias do Sul, n. 1957)
- Sébastien Roth, allenatore di calcio e ex calciatore svizzero (Ginevra, n. 1978)

## Allenatori di sci alpino(1)
- Peter Roth, allenatore di sci alpino e ex sciatore alpino tedesco (Berchtesgaden, n. 1961)

## Arbitri di calcio(1)
- Volker Roth, arbitro di calcio tedesco (Chemnitz, n. 1942 - Chemnitz, † 2025)

## Artisti(1)
- Ed Roth, artista e animatore statunitense (Beverly Hills, n. 1932 - Manti, † 2001)

## Attori(5)
- Cooper Roth, attore statunitense (Manhattan Beach, n. 2000)
- Gene Roth, attore statunitense (Redfield, n. 1903 - Los Angeles, † 1976)
- Jack Roth, attore britannico (Lewisham, n. 1984)
- Tim Roth, attore britannico (Londra, n. 1961)
- Wolf Roth, attore tedesco (Torgau, n. 1944)

## Attrici(2)
- Andrea Roth, attrice canadese (Woodstock, n. 1967)
- Cecilia Roth, attrice argentina (Buenos Aires, n. 1956)

## Botanici(1)
- Albrecht Wilhelm Roth, botanico e medico tedesco (Dötlingen, n. 1757 - Vegesack, † 1834)

## Calciatori(4)
- Alfred Roth, calciatore francese (Schiltigheim, n. 1891 - Strasburgo, † 1966)
- Felix Roth, ex calciatore tedesco (Offenburg, n. 1987)
- Franz Roth, ex calciatore tedesco (Memmingen, n. 1946)
- Werner Roth, ex calciatore statunitense (Lubiana, n. 1948)

## Cantanti(2)
- David Lee Roth, cantante e compositore statunitense (Bloomington, n. 1954)
- Lillian Roth, cantante e attrice statunitense (Boston, n. 1910 - New York, † 1980)

## Cestiste(1)
- Heike Roth, ex cestista tedesca (Treviri, n. 1968)

## Cestisti(5)
- Doug Roth, ex cestista statunitense (Knoxville, n. 1967)
- Carl Roth, cestista e allenatore di pallacanestro statunitense (Sheboygan, n. 1909 - Peoria, † 1966)
- Moran Roth, ex cestista israeliano (Ashdod, n. 1982)
- Oskar Roth, cestista, pallamanista e allenatore di pallamano tedesco (Heidelberg, n. 1933 - † 2019)
- Scott Roth, ex cestista e allenatore di pallacanestro statunitense (Cleveland, n. 1963)

## Chitarristi(2)
- John Roth, chitarrista statunitense (Memphis, n. 1967)
- Ulrich Roth, chitarrista tedesco (Düsseldorf, n. 1954)

## Costumiste(1)
- Ann Roth, costumista statunitense (Hanover, n. 1931)

## Direttori d'orchestra(1)
- François-Xavier Roth, direttore d'orchestra francese (Neuilly-sur-Seine, n. 1971)

## Dirigenti d'azienda(1)
- Luigi Roth, dirigente d'azienda italiano (Milano, n. 1940)

## Economisti(1)
- Alvin Eliot Roth, economista statunitense (New York, n. 1951)

## Fondiste(1)
- Ramona Roth, ex fondista tedesca (n. 1977)

## Geologi(1)
- Justus Ludwig Adolph Roth, geologo e mineralogista tedesco (Amburgo, n. 1818 - † 1892)

## Ginnasti(1)
- George Roth, ginnasta statunitense (Los Angeles, n. 1911 - Studio City, † 1997)

## Giuristi(1)
- Friedrich von Roth, giurista tedesco (Vaihingen an der Enz, n. 1780 - Monaco di Baviera, † 1852)

## Lottatori(1)
- Robert Roth, lottatore svizzero (n. 1898 - Nidau, † 1959)

## Matematici(1)
- Klaus Roth, matematico britannico (Breslavia, n. 1925 - Inverness, † 2015)

## Medici(1)
- Angelo Roth, medico e politico italiano (Alghero, n. 1855 - Sassari, † 1919)

## Militari(1)
- Martin Roth, militare tedesco (Bidingen, n. 1914 - Seeg, † 2003)

## Nuotatori(1)
- Richard Roth, ex nuotatore statunitense (Palo Alto, n. 1947)

## Organisti(1)
- Daniel Roth, organista, compositore e insegnante francese (Mulhouse, n. 1942)

## Piloti motociclistici(1)
- Reinhold Roth, pilota motociclistico tedesco (Amtzell, n. 1953 - Wangen im Allgäu, † 2021)

## Pittori(1)
- Andreas Roth, pittore tedesco (Kleinochsenfurt, n. 1871 - Los Angeles, † 1949)

## Poeti(1)
- Dieter Roth, poeta e artista tedesco (Hannover, n. 1930 - Basilea, † 1998)

## Politiche(2)
- Claudia Roth, politica tedesca (Ulma, n. 1955)
- Petra Roth, politica tedesca (Brema, n. 1944)

## Produttori cinematografici(1)
- Joe Roth, produttore cinematografico e regista statunitense (New York, n. 1948)

## Pugili(1)
- Gustave Roth, pugile belga (Anversa, n. 1909 - † 1982)

## Rapper(1)
- Asher Roth, rapper statunitense (Morrisville, n. 1985)

## Registi(3)
- Bobby Roth, regista, sceneggiatore e produttore cinematografico statunitense (Los Angeles, n. 1950)
- Eli Roth, regista, sceneggiatore e attore statunitense (Newton, n. 1972)
- Hal Roth, regista statunitense (Pasadena, n. 1946)

## Sceneggiatori(1)
- Eric Roth, sceneggiatore statunitense (New York, n. 1945)

## Schermitrici(1)
- Anni Roth, schermitrice austriaca

## Sciatori freestyle(1)
- Noé Roth, sciatore freestyle svizzero (Baar, n. 2000)

## Sciatrici alpine(1)
- Julia Roth, ex sciatrice alpina canadese (n. 1993)

## Scrittori(4)
- Gerhard Roth, scrittore austriaco (Graz, n. 1942 - Graz, † 2022)
- Henry Roth, scrittore statunitense (Tysmenitz, n. 1906 - Albuquerque, † 1995)
- Joseph Roth, scrittore e giornalista austriaco (Brody, n. 1894 - Parigi, † 1939)
- Philip Roth, scrittore statunitense (Newark, n. 1933 - New York, † 2018)

## Scrittrici(1)
- Veronica Roth, scrittrice statunitense (New York, n. 1988)

## Storici(1)
- Cecil Roth, storico e insegnante inglese (Londra, n. 1899 - Gerusalemme, † 1970)

## Teologi(1)
- Hermann Josef Roth, teologo, biologo e storico tedesco (Montabaur, n. 1938)

## Violinisti(1)
- Henry Roth, violinista e musicologo statunitense (New York, n. 1916 - † 1999)

## Senza attività specificata(1)
- Ernie Roth, statunitense (New York, n. 1926 - Fort Lauderdale, † 1983)